# Horst Elberfeld
Horst Elberfeld (* 18. September 1974) ist ein deutscher Fußballspieler.

## Karriere
Mit dem VfB Oldenburg, in dessen Jugendabteilung er bereits gespielt hatte, stieg Horst Elberfeld 1996 in die 2. Bundesliga auf. Am Ende der Saison 1996/97 folgte aber der direkte Wiederabstieg, Elberfeld war jedoch mit zehn Toren mit Abstand der beste Torschütze seiner Mannschaft. In der Folgesaison gelang der Aufstieg zurück in die Zweitklassigkeit nicht – Elberfeld war aber wieder der erfolgreichste Torjäger in der internen Torschützenliste, diesmal mit 14 Treffern. Nach der Saison wechselte er zurück in die zweite Liga zum FC Gütersloh. Dort war er in der Saison 1998/99 erneut bester Goalgetter seiner Mannschaft, aber auch hier lief es für das gesamte Team nicht so wie erwünscht und so stand man am Ende der Saison auf einem Abstiegsplatz, sodass Elberfeld das Team nach einer Saison wieder verließ und einen Vertrag beim Regionalligisten BV Cloppenburg unterschrieb.
Hier gelangen ihm gar 24 Tore, womit er mit einem Tor Rückstand hinter Daniel Bärwolf und Marinus Bester die drittmeisten jener Regionalligaspielzeit erzielte. Im Zuge der Umstrukturierung der Regionalligen wäre ein sechster Platz nötig gewesen, um den Abstieg in die Viertklassigkeit zu verhindern. Cloppenburg verpasste diesen mit einem siebten Tabellenplatz am Ende der Saison knapp, wenn auch der Verein sich in der gesamten Saison kein einziges Mal auf einem Nichtabstiegsplatz befand. So nahm Elberfeld Abschied und es erfolgte ein Wechsel zurück in die 2. Bundesliga zu Greuther Fürth. Bei den Franken konnte er sich vor allem in der zweiten Saison keinen Stammplatz erkämpfen, sodass er 2002 zurück zum BV Cloppenburg wechselte. 
2006 – nach vier Jahren Oberliga und vielen Toren für Cloppenburg – entschloss sich Horst Elberfeld etwas kürzerzutreten und sich so auf seine Ausbildung zum Physiotherapeuten zu konzentrieren. Daher wechselte er zur Spielzeit 2006/07 zum Kreisligisten SV Bethen. 2008 ging er zu seinem Heimatverein SV Thüle, um dort als Spielertrainer zu fungieren.

## Statistik
| Liga          | Spiele (Tore) |
| ------------- | ------------- |
| 2. Bundesliga | 092 (21)      |
| Regionalliga  | 114 (50)      |
| Wettbewerb    |               |
| DFB-Pokal     | 05 0(1)       |